# Bernard Pavelek
Bernard Pavelek est un réalisateur, chef-opérateur, auteur français.
En 2015, il a été filmé dans l'anthologie Cinématon de Gérard Courant. Il est le numéro 2878 de la collection.

## Filmographie (Réalisateur)
- 2015 : Prochainement nulle part (Long-métrage documentaire sur les salles de cinéma en France)
- 1997 : Coup de feu mortel (court-métrage)
- 1994 : Des montreurs d'histoires (court-métrage documentaire pédagogique)
- 1993 : Elle est passée par ici... (Court-métrage avec Marie Dubois et Dominique Rousseau)
- 1990 : Les empreintes (court-métrage documentaire)
- 1988 : Movie-Palace (court-métrage sur la démolition et reconstruction du cinéma Max Linder à Paris )
- 1987 : Le complexe de Cromwell (CM Coréalisation avec Eric Sandré)
- 1986 : Coup d'éclat (court-métrage)
- 1986 : Paris-Pluie (court-métrage - Sélectionné à Perspectives du cinéma à Cannes 1987)
- 1984 : Strapontin (court-métrage, pièce filmée de Anne Artigau et Michèle Guigon)
- 1983 : Sortie de secours (Court-métrage inachevé) Coréalisation avec Smaïn Fairouze
- 1983 : Demain... (court-métrage)
- 1982 : Space-trip 2 (court-métrage)
- 1981 : Les cons contre-attaquent (court-métrage)
- 1980 : La guerre des cons (court-métrage)
- 1979 : Rêves Mecanik (court-métrage)
- 1978 : Mon nom est Sherlock (2) (court-métrage)
- 1977 : Royal Flash (court-métrage)

## Chef Opérateur image
- 2007 : Drôles d'accents (documentaire de 52 min) Réalisateur Marc Khanne
- 2003 : Les jardins de traverse de Yann Samuel
- 2002 : La lettre - Réalisateur Marc Khanne (court-métrage)
- 2001 : Oasis - Realisateur Davis Macé (court-métrage)
- 2000 : Le page de garde - Réalisateur Eric Mahé (court-métrage)
- 2000 : William sort de prison - Réalisateur Éric Bitoun (court-métrage)
- 2000 : Sommeil impromptu - Réalisateur Eric Mahé (court-métrage)
- 2000 : Torride - Réalisateur Laurent Deboise (court-métrage)
- 2000 : Parfois même le dimanche - Réalisateur David Macé (court-métrage)
- 1999 : Mon village d'Algérie - Réalisateur Hakim Sharaoui (court-métrage)
- 1998 : Le coup de pied de l'âne - Réalisateur Jean-Albert Héroin (court-métrage)
- 1997 : Amis pour la vie - Réalisateur Éric Bitoun (court-métrage)
- 1996 : Les jardins de traverse de Yann Samuel (Documentaire)
- 1994 : Une journée au Hazzard - Réalisation Marc Khanne (court-métrage)
- 1993 : La mise au monde - Réalisateur Jean Baptiste Hubert (court-métrage)
- 1992 : Zappeur - Réalisateur Arthur Borgnis (court-métrage)
- 1991 : Scènes de chasses en Bretagne (Documentaire de 35 min)- Réalisateur Jean Yves Carrée Le Besque
- 1990 : Spurm - Réalisateur Boris Deminsten (court-métrage)
- 1988 : Papillon du vertige (Long métrage fiction) - Réalisateur Jean-Yves Carrée Le Besque
- 1985 : Venus en transit - Réalisatrice Haydée Caillot (court-métrage)
- 1985 : T'as une belle gueule tu sais ! - Réalisateur Patrick Soulier (court-métrage)
- 1984 : Nuit amant - Réalisatrice Haydée Caillot (court-métrage)
- 1982 : SOS Chômeurs - Réalisateurs Yves Benoit et Jean-Hugues Lime (court-métrage)

## Film en cours
- 2017 Gold : La thérapie de groupe - Long métrage documentaire sur la carrière du groupe français Gold

## Autres activités
- 2021 : Création vidéo pour le spectacle "Djénane" avec "Bebel le Magicien" joué au Théâtre du Rond Point en octobre 2021, mise en scène Anne Artigau
- 2017 : Réalisation du Double-DVD hommage à Michèle Guigon   "La vie va où ?..." et "Pieds nus, "traverser mon cœur"
- 2015 : Réalisation du DVD (CD+DVD) du concert du 2011 Autour de la guitare de Jean-Félix Lalanne Les 10 ans à l'Olympia (Paris) Chez Verycord
- 2012 : Création vidéo pour le spectacle Belkheïr : Une carte ne vous sauve la vie pour rien, mise en scène Anne Artigau (Co-production Vidy - Cirque-théâtre d'Elbeuf)
- 2010 : Montage image et son du documentaire Parfois, il suffit d'un homme (90 min) de Jean-Yves Carrée Le Besque
- 1999 : Régie son théâtre « Le pont des nuits blanches », mise en scène Anne Artigau
- 1990 : Réalisation et chef-Opérateur du clip de Caroline Verdi, chanson "Au cas où"